# Jüri Tamm
Jüri Tamm (Pärnu, República Socialista Soviética de Estonia, 5 de febrero de 1957-Estonia, 22 de septiembre de 2021) fue un atleta soviéticoestonio, especializado en la prueba de lanzamiento de martillo en la que llegó a ser subcampeón mundial en 1987.

## Carrera deportiva
En el Mundial de Roma 1987 ganó la medalla de plata en el lanzamiento de martillo, llegando hasta los 80.84 metros, tras su compatriota el también soviético Sergey Litvinov y por delante del alemán oriental Ralf Haber.
Se convirtió en medallista de bronce en los Juegos Olímpicos de Moscú 1980 y Seúl 1988.
Desde 2001 hasta 2008 y desde 2016 hasta 2020, Tamm fue vicepresidente del Comité Olímpico Estonio.